# خوسيه سالسيدو
خوسيه سالسيدو (بالإسبانية: José Gastón Salcedo)‏ (12 يناير 1980 بلوس أنخليس في تشيلي - ) هو لاعب كرة قدم تشيلي في مركز الوسط. لعب مع يونيون إسبانيولا وDeportes Iberia ‏ ولوتا شفاغر ‏ ورينجرز دي تالكا.

## وصلات خارجية
- خوسيه سالسيدو على موقع قاعدة بيانات كرة القدم.إي يو (الإنجليزية)
- خوسيه سالسيدو على موقع Soccerway.com (الإنجليزية)
- خوسيه سالسيدو على موقع AS.com (الإسبانية)